# Celebrity Big Brother (Australie)
Celebrity Big Brother est une déclinaison australienne de l'émission télévisée Big Brother. Les candidats sont des célébrités locales.
L'émission peut être comparé à Promi Big Brother, Grande Fratello VIP et Celebrity Big Brother UK.

## Présentation
C'est Gretel Killen, l'animateur de la version sans célébrités qui anime cette émission.
Légende :
- Vainqueur
- Deuxième place
- Troisième place
- Finaliste(s)
- Éliminé(e)
- Abandon
- Exclusion
- Arrivé plus tard dans le jeu
- Invité(e)
- En compétition

## Saison 1 (2002)
| Candidat          | Occupation                                               | Arrivée | Départ  | Statut    |
| ----------------- | -------------------------------------------------------- | ------- | ------- | --------- |
| Dylan Lewis       | Présentateur de télévision et de radio                   | Jour 1  | Jour 24 | Vainqueur |
| Jay Laga'aia      | Acteur dont Star Wars, épisode II : L'Attaque des clones | Jour 16 | Jour 24 | Deuxième  |
| Kyle Sandilands   | Animateur radio et juge d'Australian Idol                | Jour 1  | Jour 23 | Troisième |
| Sara-Marie Fedele | Ancienne participante de Big Brother 1                   | Jour 1  | Jour 20 | Éliminée  |
| Gabby Millgate    | Comédienne                                               | Jour 9  | Jour 18 | Éliminée  |
| Kimberley Cooper  | Actrice anciennement dans Home and Away                  | Jour 1  | Jour 16 | Éliminée  |
| Adriana Xenides   | Animatrice de télévision                                 | Jour 1  | Jour 13 | Éliminée  |
| Warwick Capper    | Ancien membre Australian Football League                 | Jour 11 | Jour 13 | Exclu     |
| Imogen Bailey     | Mannequin et chanteuse                                   | Jour 1  | Jour 11 | Éliminée  |
| Anthony Mundine   | Boxeur et ancien rugbyman à XIII                         | Jour 1  | Jour 9  | Éliminée  |
| Vanessa Wagner    | Drag queen et Icône gay                                  | Jour 1  | Jour 9  | Éliminé   |
| Red Symons        | Musicien, écrivain et animateur de radio                 | Jour 1  | Jour 9  | Abandon   |

- Jay participera en 2017 à la version australienne d'I'm a Celebrity… Get Me Out of Here!.
- Anthony participera en 2018 à la version australienne d'I'm a Celebrity… Get Me Out of Here!.

## Saison 2 (2021)
En mars 2021 une deuxième saison est annoncée. Elle s'intitule Big Brother VIP.
Katie Hopkins (finaliste de la version britannique en 2015) devait participer au programme. Elle a été remplacée par Thomas Markle Jr., le demi frère de Meghan Markle.
Le casting est officialisé par la chaine le 8 août 2021. La diffusion a lieu entre le 1er et le 23 novembre 2021.
| Candidat                 | Occupation                                                 | Entrée jour | Sortie jour | Statut    |
| ------------------------ | ---------------------------------------------------------- | ----------- | ----------- | --------- |
| Luke Toki                | Personnalité de Survivor                                   | 1           | 22          | Vainqueur |
| Ellie Gonsalves          | Actrice                                                    | 1           | 22          | Deuxième  |
| Josh Carroll             | Mannequin                                                  | 1           | 22          | Troisième |
| Imogen Anthony           | Mannequin                                                  | 1           | 21          | Éliminée  |
| Jessika Power            | Vedette de Married at First Sight                          | 1           | 20          | Éliminée  |
| Thomas Markle Jr.        | Demi frère de Meghan Markle                                | 1           | 18          | Éliminé   |
| Dayne Beams              | Ancien joueur d'australian rules                           | 1           | 17          | Éliminé   |
| Bernard Curry            | Acteur dont Summer Bay                                     | 1           | 12          | Éliminé   |
| Daniel "Danny" Hayes     | Candidat de Big Brother 2021                               | 6           | 10          | Éliminé   |
| Caitlyn Jenner           | Athlète olympique et personnalité de télévision américaine | 1           | 8           | Éliminée  |
| Matt Cooper              | Ancien rugbyman                                            | 1           | 6           | Éliminé   |
| Omarosa Manigault Newman | Consultante politique et personnalité télévisuelle         | 1           | 4           | Éliminée  |

- Omarosa a participé à la saison 1 de The Apprentice en 2004, à la saison 5 de The Surreal Life en 2005, aux saisons 1 et 6 de The Celebrity Apprentice en 2008 et 2013, et à la saison 1 de Celebrity Big Brother US.
- Caitlyn a participé à la saison 1 de I'm a Celebrity… Get Me Out of Here! US en 2003, à la saison 19 de I'm a Celebrity… Get Me Out of Here! UK en 2019, et à la saison 5 de The Masked Singer US en 2021.
- Danny a été en compétition du 1re au 62e jour lors de Big Brother 13 en 2021.